# Tomoxia picicolo
Tomoxia picicolo es una especie de coleóptero de la familia Mordellidae.

## Distribución geográfica
Habita en Camerún.